# Динозавры на космическом корабле
«Динозавры на космическом корабле» (англ. Dinosaurs on a Spaceship) — вторая серия седьмого сезона британского научно-фантастического телесериала «Доктор Кто». Премьера серии состоялась 8 сентября 2012 года на телеканалах «BBC One» в Великобритании и «BBC America» в США. Сценарий к эпизоду написан Крисом Чибнеллом, режиссёр серии — Сол Метцстин.
Главные герои серии — инопланетный путешественник во времени по имени Доктор (Мэтт Смит), его спутники, Эми Понд (Карен Гиллан) и Рори Уильямс (Артур Дарвилл), отец Рори Брайан (Марк Уильямс), Нефертити (Риэнн Стил) и Джон Ридделл, английский охотник на крупную дичь (Руперт Грейвс). Все они высаживаются на большом космическом корабле, на борту которого находятся динозавры. Позже они узнают, что корабль является ковчегом, построенным силурианцами, а сами силурианцы убиты неким Соломоном (Дэвид Брэдли), занимающимся пиратством и незаконной торговлей.
«Динозавры на корабле» задумывались как шуточный эпизод, в основе которого лежит идея команды разработчиков спецэффектов. Развитие основного сюжета и персонажей стало совместной работой Чибнелла и главного сценариста и исполнительного продюсера сериала, Стивена Моффата. В процессе обсуждения стало понятно, что из-за ограниченного бюджета в центре не может быть история о динозаврах, поэтому решено было расширить сюжет. В результате динозавры отошли на второй план, а их образы были созданы как при помощи компьютерной графики, так и путём создания механических конструкций. Вместе со следующим эпизодом, «Город под названием Милосердие», «Динозавры на космическом корабле» стали частью первого производственного блока; съёмки были запланированы на начало 2012 года и проходили на пляже Саутерндаун, Вейл-оф-Гламорган. В итоге эпизод посмотрело 7,57 миллиона британских телезрителей, он получил преимущественно положительные отзывы от критиков, несмотря на то, что мнения критиков по поводу некоторых персонажей и роботов Соломона разделились.

## Предыстория
Доктор — путешественник в пространстве и времени. Выглядит как человек, но относится к расе Повелителей времени с планеты Галлифрей. Представители его расы обладают способностью регенерировать (перерождаться) по мере попадания в смертельные ситуации, в результате чего у них полностью меняется внешность и частично — характер. Доктор — последний Повелитель Времени. Лишённый своего дома, он спасает другие миры, в том числе и человечество.
В качестве способа передвижения Доктор использует ТАРДИС (англ. TARDIS — Time And Relative Dimension(s) In Space) — живую машину времени (и одновременно космический корабль), выглядящую как английская синяя полицейская будка 1960-х годов, но вмещающую в себя гораздо больше, чем кажется («она больше внутри, чем снаружи»). В качестве подручного инструмента для осуществления мелких операций с предметами (запирание-отпирание замков, починка приборов, сканирование чего-либо и т. п.) Доктор использует звуковую отвёртку. Кроме того, он обладает нечеловеческим интеллектом.
Начиная с пятого сезона телесериала (2010) Доктор, вернее, его одиннадцатая инкарнация, путешествует со своей новой спутницей по имени Амелия Понд, появившейся в открывающей пятый сезон серии «Одиннадцатый час». Также с ними путешествует (в пятом сезоне время от времени, начиная с шестого — постоянно) жених (а впоследствии муж) Эми, Рори Уильямс, который стал одним из немногих спутников мужского пола.

## Сюжет
Доктор, находясь в 1334 году до н. э., после очередного приключения приводит царицу Нефертити, чтобы показать ей ТАРДИС. В это время он получает звонок из Индийского Космического Агентства (ИКА), в котором ему сообщают, что Доктор незамедлительно должен прибыть в 2367 год н. э., иначе огромный космический корабль столкнётся с Землёй всего через шесть часов. В планы ИКА входит уничтожение корабля ракетами, если Доктор потерпит неудачу и не остановит угрозу. Взяв Нефертити с собой, Доктор отправляется на корабль, предварительно заглянув в 1902 год, чтобы забрать с африканских равнин Джона Ридделла, искателя приключений и охотника на крупную дичь, и в 2012 год — за Эми и Рори (случайно прихватив с собой и отца Рори, Брайана). Оказалось, что с последней встречи Доктора со своими спутниками (эпизод «Изолятор далеков») прошло уже 10 месяцев. Когда ТАРДИС материализуется на космическом корабле, Доктор и остальные быстро выясняют, что на нём находятся динозавры.
Запросив у компьютера корабля местонахождение двигателей, Доктор случайно переносит себя, Рори и Брайана на неизвестный пляж, который, как оказалось, является машинным отделением, производящим для двигателя топливо, основанное на энергии приливов. Тем временем Эми, Нефертити и Ридделл просматривают журналы корабля и выясняют, что корабль не что иное как огромный космический ковчег, построенный силурианцами (гуманоидами из эпизодов «Голодная Земля»/«Холодная кровь») 65 миллионов лет назад, чтобы избежать гибели от падения астероида. Также они выясняют, что по неведомой причине на борту нет ни одного живого силурианца (учитывая, что спящие в анабиозе силурианцы когда-то регистрировались компьютером как живые). Кроме того, обнаруживается, что в самом центре ковчега пришвартован небольшой корабль. Пока Эми, Нефертити и Риддел пытаются выяснить, кто ещё мог оказаться на ковчеге, Доктор, Рори и Брайан убегают от стаи голодных птеродактилей и прячутся в пещере, где сталкиваются с двумя большими, но несколько глуповатыми роботами. Роботы сопровождают троицу к Соломону, торговцу и хозяину того самого пришвартованного корабля. Соломон ранен и нуждается в медицинской помощи. Он очень удивлён, когда не находит Доктора ни в одной базе данных Вселенной (Доктор к тому времени уже стёр все данные о себе). Также это Соломон убил всех силурианцев на борту, но так и не смог взять под контроль ковчег, в результате чего компьютер вернул огромную космическую машину к исходной точке, взяв курс на столкновение с Землёй. Вскоре Соломон понимает, кем является Нефертити, и решает вместо динозавров забрать её и продать на чёрном рынке. Несмотря на то что Доктор отказывается отдать Нефертити, сама царица принимает ультиматум злодея, чтобы спасти остальных.
После того как Соломон улетел с египетской царицей на борту, оставшиеся сталкиваются с несколькими проблемами: ИКА уже выпустило в ковчег ракеты, а Эми и Ридделл в это время пытаются отстреливаться от враждебно настроенных динозавров. Доктор находит решение — он достаёт одну из деталей компьютера ковчега (как оказалось, маячок, на который ориентируются ракеты ИКА) и отправляется на ТАРДИС к Соломону, где забирает Нефертити и оставляет маячок, в результате чего ракеты уничтожают корабль Соломона вместе с ним и его роботами-помощниками. В конце концов Доктор отправляет динозавров обратно в юрский период (оставив знак с надписью «Силурия»), Ридделла и Нефертити, которая предпочла остаться с охотником, в 1902 год, а Эми и Рори — в 2012 год. Позже Понды получают открытки от Брайана, который некоторое время путешествует с Доктором во времени и пространстве.

## Производство

### Работа над сценарием и кастинг

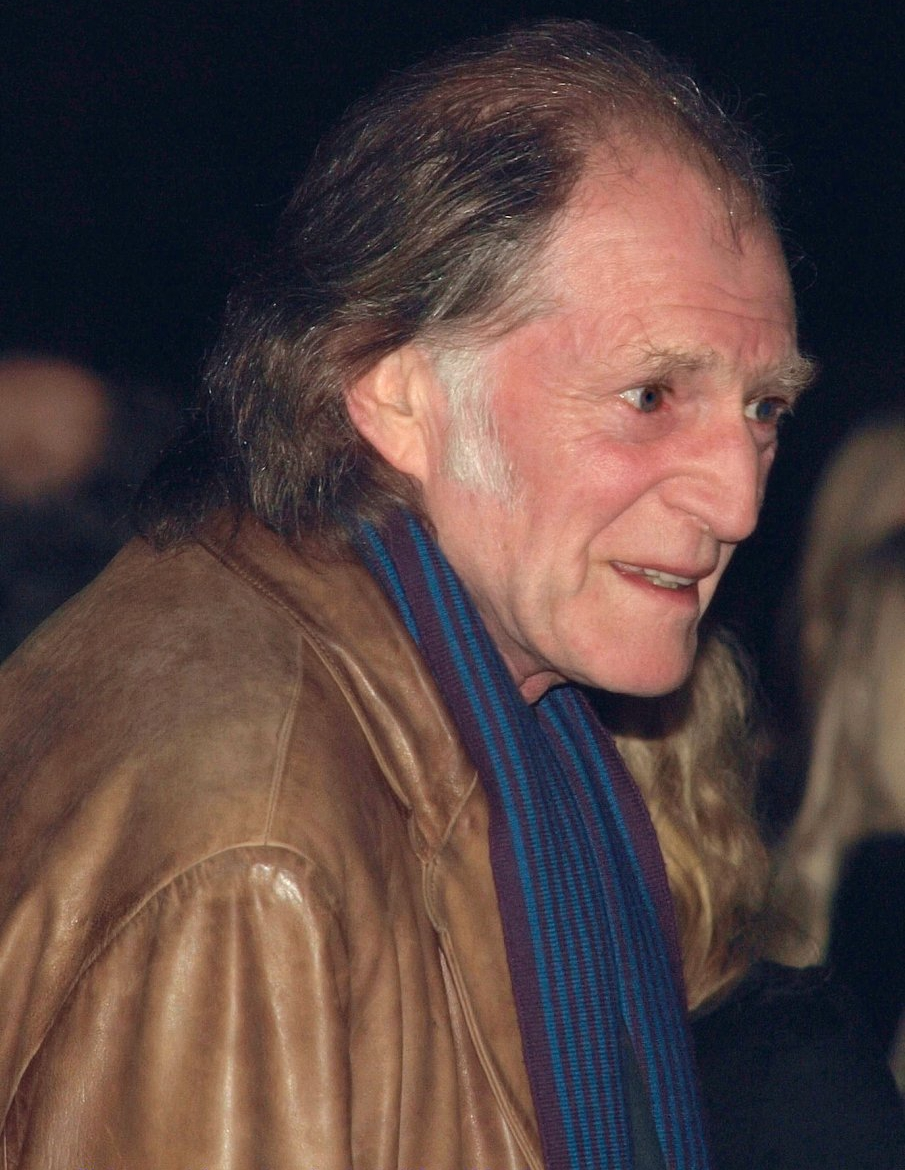
Дэвид Брэдли был утверждён на роль Соломона, главного антагониста эпизода

Шоураннер сериала, Стивен Моффат, признался, что «секретом успеха» стало перемещение динозавров на космический корабль. В основу эпизода вошла идея, которую предложили команды разработчиков спецэффектов The Mill и Millenium FX — вернуть динозавров в «Доктора Кто». Ранее Доктор встречался с динозаврами в серии «Вторжение динозавров», вышедшем в 1974 году. В то время как «Изолятор далеков» стал мрачным и тёмным эпизодом, «Динозавры на космическом корабле» в большей степени задумывался как шуточный, юмористический. В итоге Стивен Моффат дал Крису Чибнеллу задание написать сценарий на тему «Космический корабль с динозаврами приближается к Земле, и Земля бьёт тревогу». Чибнелл уже ранее работал над эпизодами «Доктора Кто» — его авторству принадлежат сценарии эпизодов «42», «Голодная Земля»/«Холодная кровь» и несколько сценариев для эпизодов спин-оффа сериала, телесериала «Торчвуд». Также Моффат предложил сделать корабль силурианским, и Чибнелл, который «возвратил» силурианцев в сценарии эпизодов «Голодная Земля»/«Холодная кровь», признал, что это «хорошее продолжение истории, раскрывающее вам больше информации о них, несмотря на то, что сюжет не касается их напрямую».
Чибнелл предложил взять «смешанную» команду, состоящую из персонажей, случайным образом взятых из различных точек времени и пространства. По его мнению, в «Докторе Кто» «могут встретиться друг с другом персонажи, которые в других шоу этого сделать никогда не смогут», а сам эпизод повествует о «разношерстной» команде, члены которой могут «столкнуться» друг с другом. Решение Нефертити не возвращаться в своё время согласуется с историческими данными, согласно которым неизвестно, когда и где она умерла. Также Чибнелл предложил ввести отца Рори, так как Рори и Эми, согласно задумке создателей, будут путешествовать с Доктором ещё только четыре эпизода, но о семье Рори до сих пор ничего не сказано. Актёр Марк Уильямс, сыгравший отца Рори, ранее участвовал в записи аудио о приключениях Пятого Доктора, The Eternal Summer. Руперт Грейвс, сыгравший охотника по фамилии Ридделл, ранее снимался в сериале «Шерлок», создателем которого является Стивен Моффат. Прототипом Соломона, персонажа Дэвида Брэдли, стал некий «известный длинноволосый владелец ночного клуба». Чибнелл описал Соломона следующим образом: «С одной стороны он похож на бизнесмена, с другой — на сомалийского пирата». Брэдли и Уильямсу ранее приходилось работать вместе — оба участвовали в съёмках серии фильмов о Гарри Поттере. Позднее Брэдли принял предложения сняться в роли Первого Доктора в биографической производственной драме к 50-летней годовщине «Доктора Кто» «Приключение в пространстве и времени». Для озвучивания роботов-помощников Соломона создатели пригласили комический дуэт Дэвида Митчелла и Роберта Уэбба. Ричард Хоуп, сыгравший силурианца Блейтела, чьи видеожурналы просматривают Эми, Нефертити и Ридделл, ранее играл силурианского учёного Малохая в эпизодах «Голодная Земля», «Холодная кровь» и «Свадьба Ривер Сонг». По мнению исполнительного продюсера седьмого сезона Кэролайн Скиннер, для эпизода «Динозавры на космическом корабле» был подобран «прекрасный» актёрский состав.

### Съёмочный процесс и работа со спецэффектами
«Динозавры на космическом корабле», наряду с эпизодом «Город под названием Милосердие», вошли в первый производственный блок седьмого сезона; режиссёром обоих эпизодов был назначен Сол Мецстин. Эпизоды стали дебютом режиссёра в рамках «Доктора Кто», ранее Мецстин не принимал участие в создании эпизодов данного сериала. Для съёмок эпизода были построены одни из самых больших декораций за всю историю шоу. Сцены в «машинном отделении» были сняты в конце февраля 2012 года на пляже Саутерндаун, Вейл-оф-Гламорган. Ранее этот пляж использовался в эпизодах «Судный день» и «Конец путешествия» в качестве бухты Плохого Волка, а также в эпизодах «Время ангелов»/«Плоть и камень» в качестве поверхности планеты Альфава Метраксис.
При создании спецэффектов и декораций производственная команда должна была прежде всего учитывать бюджет эпизода; Чибнелл впоследствии дал следующий комментарий данной ситуации: «Мы с лёгкостью могли бы потратить 300 миллионов фунтов стерлингов… если бы они у нас были». Кроме того, сюжет не мог вращаться вокруг одних лишь динозавров, поэтому Чибнелл и использовал другую сюжетную линию в качестве центральной. Сцена, в которой Эми, Риддел и Нефертити застревают в проходе перед огромным спящим тираннозавром, в конце концов была почти полностью вырезана при монтаже из-за того, что компьютерные модели хищных динозавров требовали больших затрат. Однако разработчики из Millenium FX решили, что они могли бы использовать фигуру детёныша тираннозавра, которую они спроектировали для выставки. В эпизоде было показано множество «популярных» динозавров: одни были построенными с нуля механическими конструкциями, другие являлись компьютерными моделями. Для своей поездки на трицератопсе Смит должен был надеть специальные штаны под свои брюки, и, согласно воспоминаниям актёра, это были «несколько часов боли, смеха, но оно того стоило». Отчасти трицератопс был построен силами производственной команды — эту часть впоследствии «оседлали» Смит, Дарвилл и Уильямс — а отчасти был воссоздан на компьютере. Эмблема сериала в начальных титрах, в соответствии с «блокбастерными темами» каждого из первых пяти эпизодов седьмого сезона, была стилизована под шкуру динозавра. На Международном комик-коне в Сан-Диего-2012 состоялся первый предварительный просмотр эпизода.

## Показ
Премьера «Динозавров на космическом корабле» состоялась 8 сентября 2012 года на британском канале BBC One и американском канале BBC America. Согласно рейтингам того вечера, эпизод посмотрело 5,5 миллионов британцев, а после подсчёта общего рейтинга показов эта цифра возросла до 7,57 миллионов. Кроме того, на сайте BBC iPlayer эпизод собрал 1,8 миллионов онлайн-просмотров, в результате чего «Динозавры на космическом корабле» стали вторым самым просматриваемым эпизодом седьмого сезона, уступив первенство своему предшественнику, «Изолятору далеков». Индекс оценки эпизода составил 87 баллов из 100 («отлично»). Эпизод транслировался на канадском телеканале Space, на котором его посмотрело в среднем 575 000 зрителей; «Динозавры на космическом корабле» стали самой популярной премьерой недели среди трансляций канала.

### Критика и отзывы
В целом эпизод «Динозавры на космическом корабле» получил положительные оценки, за исключением небольшого количества негативных отзывов. Дэн Мартин из обозревателя The Guardian нашёл эпизод «забавным» и похвалил качество декораций и динозавров, а также полноценное появление Эми и Рори в роли спутников. Несмотря на то что он назвал серию «неосновательной» и «историей, построенной вокруг названия», он признался, что это был «лучший эпизод номер два „Доктора Кто“ за последнее время». Большим недостатком он назвал использование темноты, которая, по его мнению, «рушила баланс достаточно, чтобы разрушить всё». Также как и Мартин, Чарли Андерс из io9 назвала эпизод «самым забавным, какой можно припомнить за последние годы», также отметив постепенное дистанцирование Доктора от своих спутников, Эми и Рори, и повторяющийся мотив в сезоне: Доктора «никто не узнаёт». Рецензент Radio Times Патрик Малкерн похвалил тот факт, что динозавров, показанных во «Вторжении динозавров», заменили «безупречно созданными» собратьями. Также его похвалы удостоились образ Соломона, созданный Брэдли, и «новая теория» создания ковчега, согласно которой ковчег построили силурианцы, а не люди, как утверждалось в более ранних эпизодах. Кит Фиппс, рецензент The A.V. Club, поставил «Динозаврам на космическом корабле» оценку B, найдя его шаблонным, но при этом «хорошо снятым». В противовес мнению Мартина, ему понравились тёмные коридоры, использованные в эпизоде.
Дейв Голдер из SFX оценил эпизод «Динозавры на космическом корабле» в четыре из пяти звёзд, посчитав его «лёгким и воздушным, а также глупым, с лёгким наброском сюжета… но чрезвычайно интересным». К достоинствам эпизода он отнёс тот факт, что эпизодические персонажи были сыграны «прямолинейно», а не использовались для создания комического эффекта; динозавров он назвал «великолепными», а ход с силурианцами — «обогащением вымышленной вселенной». Однако, по его словам, царица Нефертити была «слишком мягкой», а также у него были сомнения насчёт того, что у Доктора могут сложиться дружеские отношения с охотником на крупную дичь. Мэтт Ризли, критик из IGN, оценил эпизод на 7 баллов из 10, высказав следующее предположение: «Эпизод не претендует на какие-либо премии за выдающийся сценарий или особую эпичность, но он, безусловно, преуспел на поприще программ для семейного просмотра с его вечными капризами». Несмотря на то что он назвал Брайана «блестящим», в целом «команда» получила от него негативный отзыв в силу того, что, по мнению Ризли, «они не служат какой-то особой цели, кроме как возможности в нужный момент ввести хорошо продуманные повороты сюжета». Также рецензент раскритиковал роботов-помощников главного злодея, назвав их «двумя препирающимися Марвинами, роботами-параноиками». Ниэла Дебнат из The Independent, в отличие от Ризли, похвалила команду, написав, что «большее количество спутников вносит большее разнообразие в шоу, так как у каждого есть свои недостатки и своя предыстория».
Морган Джеффри, пишущий для Digital Spy, был более критичен в отношении эпизода, дав ему три звезды из пяти. Своё решение он объяснил тем, что считает сюжет «сильно раздутым» из-за Ридделла и Нефертити, картонных и недоигранных. Также его критике подверглись роботы и тот факт, что Доктор, оставляя Соломона умирать в конце эпизода, «зашёл слишком далеко». Тем не менее он признал, что Повелитель Времени и его трое спутников (включая Брайана) были великолепны, а предзнаменование ухода Эми и Рори было хорошей идеей. Гэвин Фуллер, рецензент The Daily Telegraph, поставил эпизоду самую низкую оценку — всего две звезды из пяти. По его мнению, эпизод оказался «чем-то вроде хаоса», а контраст «между неуместной, одновременно и забавной, и совершенно безумной» командой и «зловещей» историей Соломона он назвал «режущим глаз». Фуллер также отметил, что динозавры оказались лишь «интермедией к основному сюжету». Так же как и Джеффри, критик посчитал, что действия Доктора в конце эпизода станут «неприятным осадком в душах зрителей».

### Критика
- Martin, Dan. Doctor Who: Dinosaurs on a Spaceship — series 33, episode 2. The Guardian (8 сентября 2012). Дата обращения: 9 сентября 2012. Архивировано 24 ноября 2012 года.
- Jeffery, Morgan. 'Doctor Who' to resume filming this month, Saul Metzstein to direct. Digital Spy (9 февраля 2012). Дата обращения: 20 июля 2012. Архивировано 24 ноября 2012 года.
- Golder, Dave. Doctor Who series 7: First Director Named. SFX (11 февраля 2012). Дата обращения: 20 июля 2012. Архивировано 24 ноября 2012 года.
- Berriman, Ian. Doctor Who Series 7 Trailer Analysis. SFX (2 августа 2012). Дата обращения: 2 августа 2012. Архивировано 24 ноября 2012 года.
- Golder, Dave. Doctor Who "Dinosaurs on a Spaceship" Writer Chris Chibnall Interviewed. SFX (3 сентября 2012). Дата обращения: 3 сентября 2012. Архивировано 24 ноября 2012 года.
- Golder, Dave. Doctor Who "Dinosaurs on a Spaceship" Overnight Ratings. SFX (9 сентября 2012). Дата обращения: 9 сентября 2012. Архивировано 24 ноября 2012 года.
- Phipps, Keith. Dinosaurs on a Shapeship. The A.V. Club (8 сентября 2012). Дата обращения: 9 сентября 2012. Архивировано 12 декабря 2012 года.
- Golder, Dave. Doctor Who 7.02 "Dinosaurs on a Spaceship" Review. SFX (8 сентября 2012). Дата обращения: 9 сентября 2012. Архивировано 24 ноября 2012 года.
- Debnath, Neela. Review of Doctor Who 'Dinosaurs on a Spaceship'. The Independent (8 сентября 2012). Дата обращения: 9 сентября 2012. Архивировано 24 ноября 2012 года.
- Risley, Matt. Doctor Who "Dinosaurs on a Spaceship" Review. IGN (8 сентября 2012). Дата обращения: 9 сентября 2012. Архивировано 30 октября 2012 года.
- Jeffery, Morgan. 'Doctor Who' - 'Dinosaurs on a Spaceship' review. Digital Spy (8 сентября 2012). Дата обращения: 9 сентября 2012. Архивировано 30 октября 2012 года.
- Fuller, Gavin. Doctor Who, episode 2: Dinosaurs on a Spaceship, review. The Daily Telegraph (8 сентября 2012). Дата обращения: 9 сентября 2012. Архивировано 30 октября 2012 года.